# Saut-d'Eau
Saut-d'Eau (en criollo haitiano Sodo) es una comuna de Haití que está situada en el distrito de Mirebalais, del departamento de Centro.

## Santuario
El lugar tiene una gran importancia religiosa para los católicos y para los practicantes del vudú. Esto es así porque según la tradición el 16 de julio de 1847, la Virgen María (en su advocación de la Virgen del Carmen, para los vuduístas Erzulie Dantor) se apareció en la copa de una palmera. Sin embargo, un sacerdote francés, el Padre Lenouvel, para evitar "dar alas"  a los vodousants, decidió cortar el árbol, una palmera. Al parecer, el sacerdote tras dirigirse a su iglesia, quedó inconsciente y falleció en el mismo día. No obstante, el lugar se convirtió en un importante destino religioso para los haitianos.
Cada año, la "cascada Le Saut" situada en la sección comunal de Montagne Terrible y junto a la palmera donde tuvo lugar la aparición, es testigo de una gran peregrinación. Durante la fiesta de Nuestra Señora del Carmen, entre el 14 y el 16 de julio.
La actividad devocional principal de la festividad es el baño en las aguas de las cataratas, y pedir favores de la Virgen o Erzulie. El agua es también sagrada para los lwas Damballah y Ayida-Wedo. Curiosamente, las alturas de las rocas alrededor de la cascada forman una formación natural de Fibonacci, lo que aumenta la sensación de misticismo del lugar.

## Secciones
Está formado por las secciones de:
- Canot (también denominada Rivière Canot)
- La Selle
- Coupe Mardi Gras
- Montagne Terrible

## Demografía
| Gráfica de evolución demográfica de Saut-d'Eau entre 2009 y 2015 |
|                                                                  |

Los datos demográficos contemplados en este gráfico de la comuna de Saut-d'Eau son estimaciones que se han cogido de 2009 a 2015 de la página del Instituto Haitiano de Estadística e Informática (IHSI). 